# 浅倉勇
浅倉 勇（あさくら いさむ、1977年12月10日 - ）は、日本の元男子バレーボール選手。

## 来歴
大阪府東大阪市出身。学生時代にユニバーシアード、アジアジュニアに出場し、全日本代表に初選出。東海大学卒業後に松下電器・パナソニックパンサーズ（現・大阪ブルテオン）に入団した。
2002年に全日本代表に再選出され、2002年ワールドリーグに出場。
2004年にNECブルーロケッツに移籍し、2008年に現役を引退した。
2023年にゼネラルマネージャー補佐としてパンサーズに復帰。
2025年1月、大阪ブルテオンのゼネラルマネージャーに就任した。

## 球歴
- 全日本代表 - 1997年、2002年
  - ワールドリーグ - 2002年

## 所属チーム
- 清風高校
- 東海大学
- パナソニックパンサーズ（2000-2004年）
- NECブルーロケッツ（2004-2008年）